# Gaston Chérau
Gaston Chérau, né à Niort le 6 novembre 1872 et mort à Boston (États-Unis) le 20 avril 1937 à 64 ans, est un journaliste, homme de lettres et photographe français.
Après une courte carrière dans la fonction publique, il se consacre entièrement à ses activités d'écrivain régionaliste, de journaliste et de photographe à partir de 1902. Élu à l'Académie Goncourt en 1926, il meurt aux États-Unis lors d'une série de conférences qu'il donnait pour l'Alliance française.

## Éléments biographiques

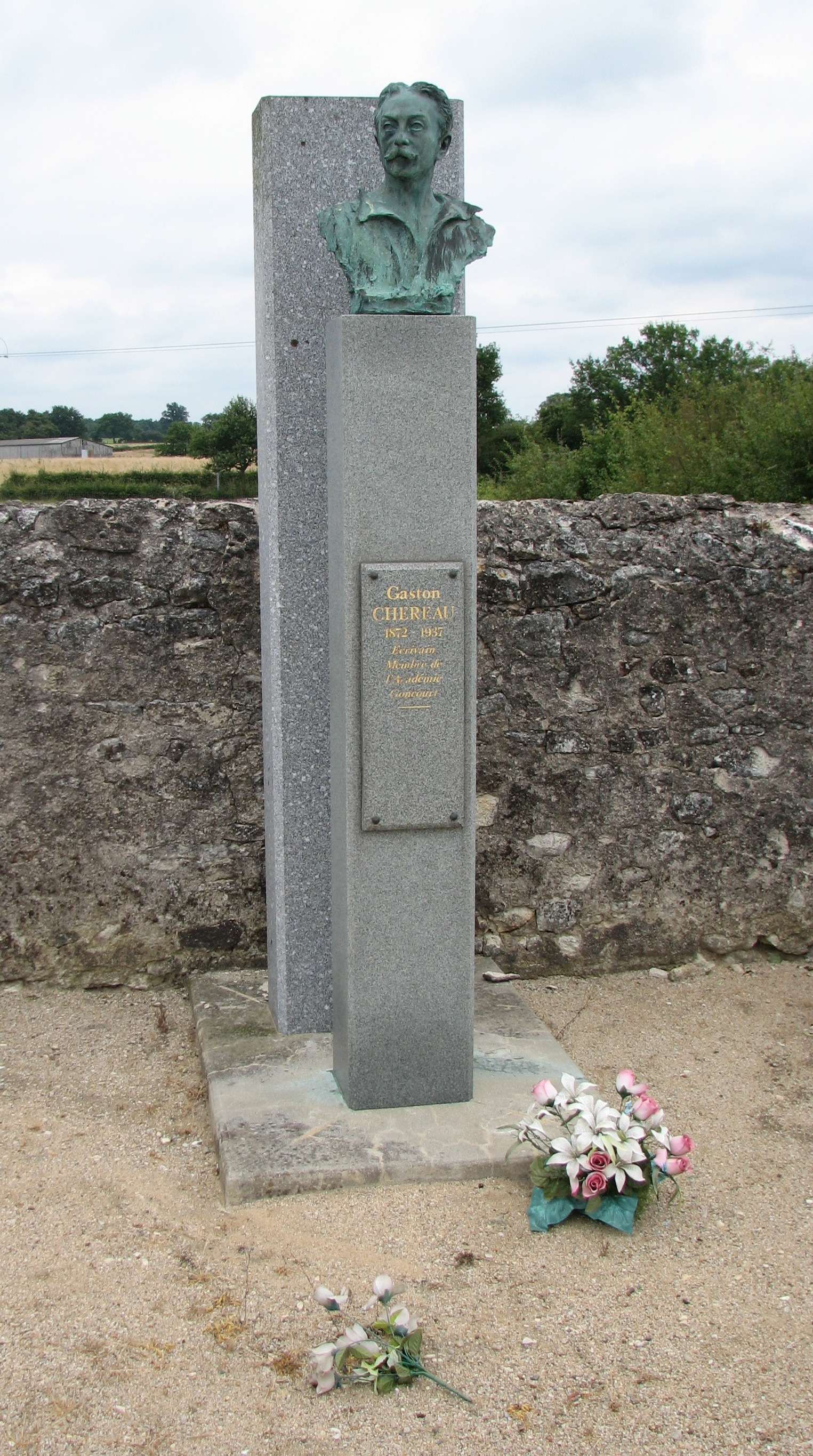
Tombe de Gaston Chérau à Prissac (Indre).

Gaston Chérau naît le 6 novembre 1872 à Niort d'un père bonnetier niortais et d'une mère berrichonne issue du milieu agricole. Il passe d'ailleurs une partie de son enfance auprès de ses grands-parents maternels à Prissac. Il poursuit ses études d'abord à Niort, puis à Poitiers où la scolarité est pour lui une telle épreuve qu'il est retiré du lycée. Bachelier, il commence à dessiner et à écrire.
Gaston Chérau intègre la fonction publique en 1896 comme contrôleur adjoint des contributions directes à Orléans puis à Dreux. En 1900, il épouse Edmée Nodot. Le couple s'installe à Arras, où Gaston vient d'être muté.
Dès 1902, alors que son premier ouvrage est paru depuis un an, il prend du recul avec l'administration et finit par démissionner. Devenu journaliste et chroniqueur, il livre régulièrement à la presse ses impressions de voyages. En octobre-décembre 1911 il parcourt, en tant que photo-reporter, pour le compte du journal Le Matin, la Tripolitaine conquise par les Italiens. — ses clichés font l'objet d'une redécouverte à partir de 2015 – puis, en janvier 1912, il est à Tunis, témoin d'incidents diplomatiques entre l'Italie et la France. De septembre 1914 à la fin de l'hiver 1915, il est reporter de guerre pour le journal L'Illustration en Belgique et dans le Nord de la France. Il est ensuite photographe de l'Armée française d'Orient à Salonique, puis en Syrie et en Égypte (1917). Des crises de paludisme mettent prématurément fin à son engagement militaire. 
Il continue de manière régulière à publier. À partir de 1922, dans le cadre de l'Alliance française, il donne des conférences sur la littérature française, en France mais aussi à l'étranger. Il est élu membre de l'Académie Goncourt le 5 mai 1926 ; il succède à Élémir Bourges au neuvième couvert.
Il meurt le 20 avril 1937 à Boston (États-Unis) des suites de la grippe, lors d'une tournée de conférences qui avait débuté le 5 janvier précédent. Il est inhumé au cimetière de Prissac (Indre), berceau de sa famille maternelle.

## Œuvre littéraire

### Sources d'inspiration et avis de ses pairs
Son œuvre est très influencée par le Berry où il a des racines familiales, où il séjourne une partie de son enfance, et où il revient assidûment en vacances dans une résidence secondaire jusqu'à la fin de sa vie. Il est également très impressionné par les paysages forestiers des Landes, découverts à l'occasion de plusieurs séjours à Hossegor en compagnie d'écrivains comme Serge Barranx, Henri Duvernois ou Paul Margueritte ou dans la maison que les Chérau occupaient régulièrement à Sos.
Son expérience malheureuse du lycée à Poitiers se retrouve dans Champi-Tortu.
Il est l'auteur d'une quarantaine de romans et de quelques œuvres pour enfants. Il s'est aussi intéressé au cinéma en composant les dialogues du film Les Deux mondes (1930) réalisé par  Ewald Andreas Dupont. Il a préfacé l'Histoire du cognac de Robert Delamain (Paris, Stock, 1935), archéologue et écrivain issu d'une vieille famille de négociants en eaux-de-vie de Jarnac.
Georges Bernanos l'a qualifié de « Maupassant de sous-préfecture », car il n'avait pas voté pour le Voyage au bout de la nuit de Louis-Ferdinand Céline lors du prix Goncourt 1932.

« C’était, aux déjeuners Goncourt, le plus charmant copain qu’on puisse imaginer. Il animait la table par ses récits rapides et colorés. Il aimait à rire largement, mais on sentait, derrière son rire, une âpre compréhension de la vie. Il a écrit, à mon avis, deux chefs-d’œuvre : Champi-Tortu et le Petit Dagrello. Quand je le lui dis, il parut étonné. Ses récits de chasseur et de pêcheur ont une saveur extraordinaire. Il était gourmand et nous régala, à maintes reprises, des tourteaux fromagés de Bélâbre. Il connaissait et aimait le monde paysan. Sa mort est un vrai deuil pour les Lettres et pour ses confrères, qu’il avait plaisir à obliger. Nous autres, les "Goncourt", penserons bien souvent à lui, à son entrée joyeuse, à ses regards clairvoyants et sensibles. »

— Léon Daudet, L’Action française

### Publications en volumes

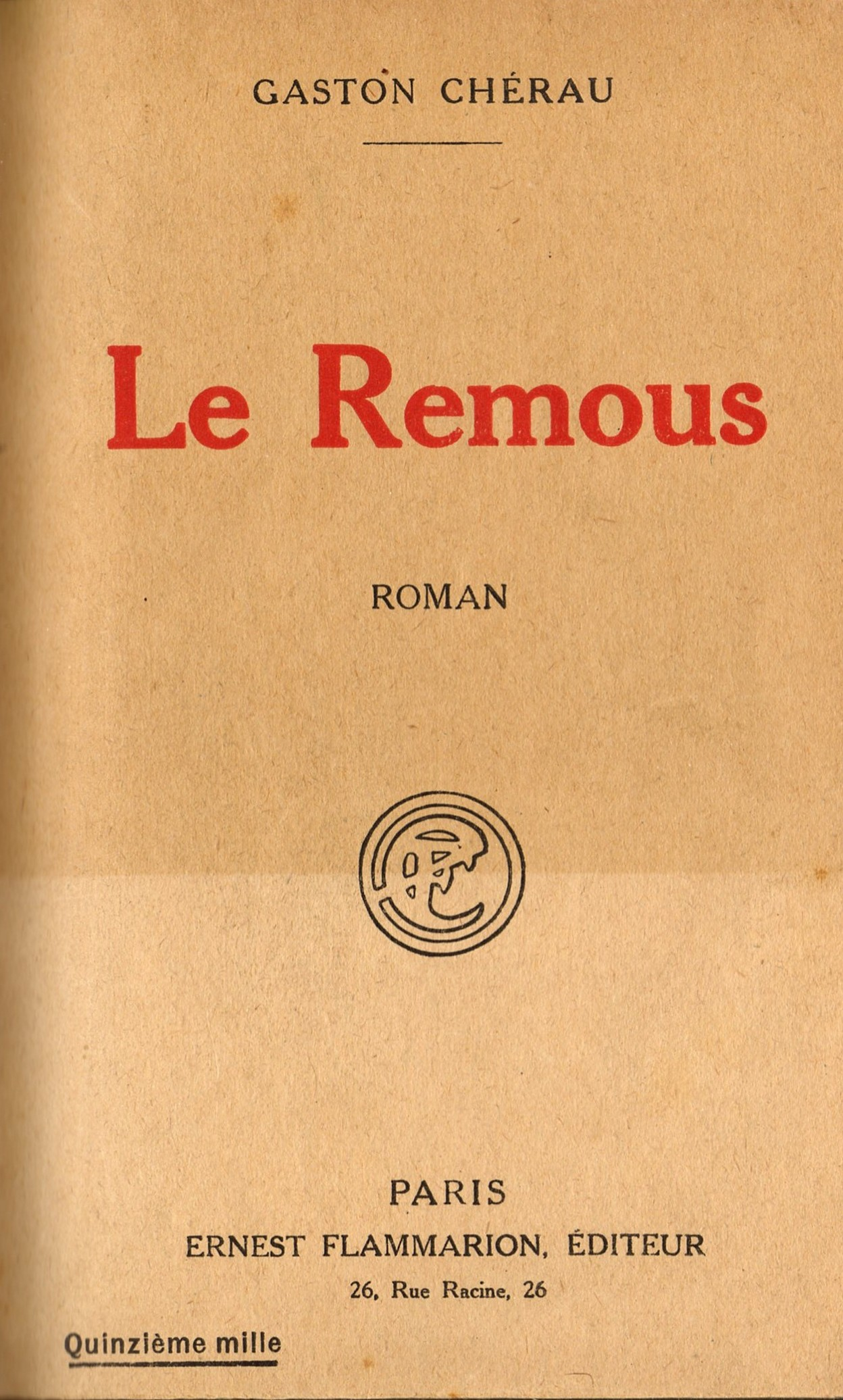
Le Remous (1914).

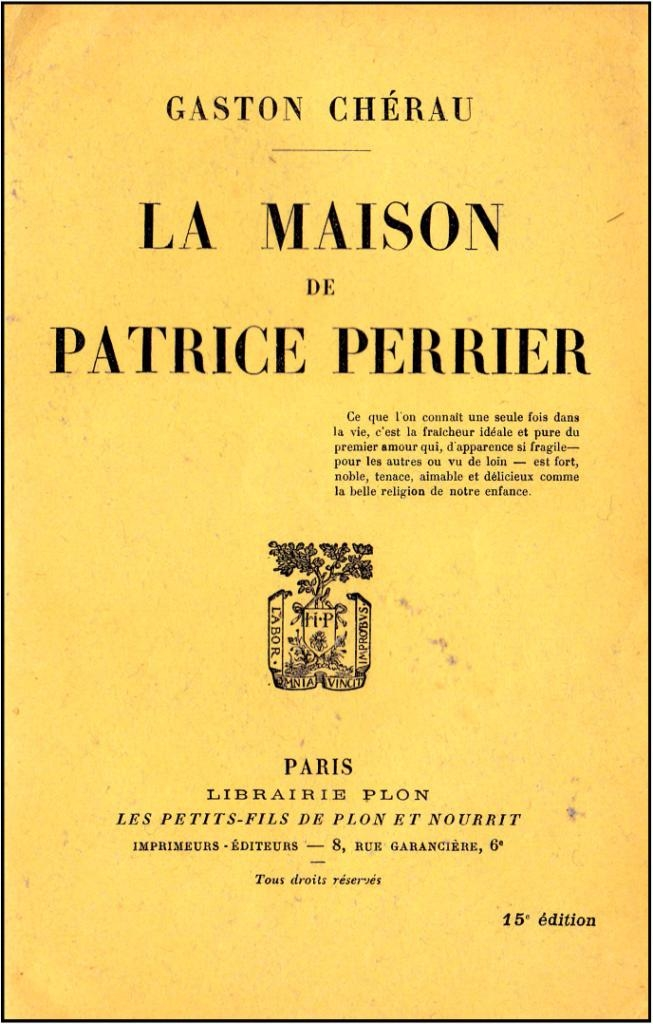
La Maison de Patrice Perrier (1924).

Cette section ne recense que les éditions originales en volume, à l'exclusion des parutions dans des périodiques et des rééditions.
- Les Grandes Époques de monsieur Thébault, Chamuel, 1901, 167 p.
- La Saison balnéaire de monsieur Thébault  (ill. Charles Huard), Sévin et Rey, 1902, 254 p.
- Monseigneur voyage, Paris, Ollendorff, 1903, 199 p.
- Champi-Tortu, Paris, Ollendorff, 1906, 272 p.[8]
- La Prison de verre, Paris, Calmann-Lévy, 1910, 317 p.
- Le Monstre  (recueil de contes), Paris, Stock, 1913, 91 p.
- L'Oiseau de proie, Paris, Calmann-Lévy, 1913, 318 p.
- Le Remous, Paris, Calmann-Lévy, 1914, 374 p.
- Valentine Pacquault  (2 volumes), Paris, Plon, 1921, 252 et 231 p.
- La Despélouquéro  (recueil de contes), Paris, Plon, 1923, 312 p.
- La Maison de Patrice Perrier, Paris, Plon, 1924, 245 p.
- Le Vent du destin  (recueil de contes), Paris, Plon, 1926, 246 p.
- L'Égarée sur la route, Paris, Ferenczi & fils, coll. « Le Livre moderne illustré », 1927, 262 p.
- Jacques Petitpont, roi de Madagascar  (ill. Henri Avelot), Paris, Ferenczi & fils, coll. « Le Livre moderne illustré », 1928, 77 p.
- L'Ombre du maître, Paris, Plon, 1928, 283 p.
- Apprenez-moi à être amoureuse  (recueil de contes), Paris, Ferenczi & fils, coll. « Le Livre moderne illustré », 1929, 238 p.
- Fra Camboulive, Paris, Flammarion, 1929, 206 p.
- La Volupté du mal  (ill. J. Engelbach), Paris, Ferenczi & fils, coll. « Le Livre moderne illustré », 1930, 249 p.
- Le Flambeau des Riffault, Paris, Le Livre Moderne Illustré, 1925, 159 p.
- Antée, Paris, Fayard, 1931, 238 p.
- La Maison du quai, Paris, Ferenczi & fils, coll. « Le Livre moderne illustré », 1931, 158 p.
- Les Cercles du printemps  (recueil de contes), Paris, Ferenczi & fils, 1931, 251 p.
- Celui du Bois Jacqueline, Paris, Ferenczi & fils, 1932, 241 p.
- L'Enfant du pays, Paris, Ferenczi & fils, 1932, 251 p.
- La voix de Werther  (recueil de contes), Paris, Ferenczi & fils, 1933, 236 p.
- Chasses en plein air en France  (recueil de nouvelles), Paris, Stock, coll. « Le Livre de la nature », 1934, 191 p.
- Concorde !, Paris, Denoël et Steele, 1934, 276 p.
- Le Pays qui a perdu son âme, Paris, Ferenczi & fils, 1934, 180 p.
- L'Enlèvement de la princesse  (ill. André Pécoud), Paris, Hachette, 1934, 181 p.
- Sa Destinée, Paris, Albin Michel, 1934, 249 p.
- Le Mulet de Phidias, Paris, Albin Michel, 1935, 252 p.
- Le Pimpet  (ill. Roger Reboussin, recueil de contes), Paris, Delagrave, 1935, 236 p.
- Le Petit Dagrello, Paris, Albin Michel, 1936, 378 p.
- Le Grelet de Marius  (ill. Louis William Graux), Paris, Fayard, coll. « Le Livre de demain », 1936, 110 p.
- Séverin Dunastier, Paris, Albin Michel, 1937, 252 p.
- Contes et nouvelles de Gascogne  (ill. Georges Dutriac), Paris, Calmann Lévy, coll. « Nelson », 1938, 245 p.

### Autre
- Justin Clairbois est resté à l'état de manuscrit inachevé et inédit[9].

### Préface
- Ernest Pérochon, Nêne (roman), Paris, 1922

## Reportages
- Octobre 1914, sur la Belgique envahie[10]
- Octobre 1914, sur Arras en flammes[11]

## Archives et fonds photographique publics
Une grande partie des archives manuscrites de Gaston Chérau, ainsi que ses clichés photographiques, ont été déposées à la Bibliothèque nationale de France et quelques-unes se trouvent aux Archives départementales de l'Hérault (fonds Vigné d'Octon). Des archives manuscrites sont aussi présentes à la Médiathèque Equinoxe de Châteauroux (legs Guy Vanhor).

#### Ouvrages
- Suzette Chauvin, Gaston Chérau et les Deux-Sèvres, Paris 1949.
- François Bertrand-Py et Éric Surget, Gaston Chérau, romancier de la province française, 1872-1937, Comité du cinquantenaire de la mort de Gaston Chérau/BNF, 1987, 271 p. (lire en ligne)Catalogue de l'exposition de la bibliothèque municipale de Niort, du 24 octobre 1987 au 15 décembre 1987, et à la bibliothèque de l'Arsenal, Paris, du 5 février 1988 au 9 avril 1988.
- Pierre Brunaud et Gérard Coulon, Argenton-sur-Creuse et ses écrivains, 135 p., p. 37-41, Paris, Royer, 1996  (ISBN 2-908670-41-0).
- Jérôme Ferrari et Oliver Rohe, À fendre le cœur le plus dur, Inculte, 2015 ; rééd. en collection « Babel-Actes Sud » postfacée par Pierre Schill, 2017  (ISBN 9791095086079).
  - Jérôme Ferrari, À son image (roman), Actes Sud, 2018  (ISBN 9782330109448).
- Pierre Schill (et Caroline Recher, Smaranda Olcèse, Mathieu Larnaudie, Quentin Deluermoz), Réveiller l'archive d'une guerre coloniale. Photographies et écrits de Gaston Chérau, correspondant de guerre lors du conflit italo-turc pour la Libye (1911-1912), Créaphis, 2018  (ISBN 9782354281410) présentation.

#### Articles
- « Hommage à Gaston Chérau à l'occasion du cinquantenaire de sa mort », Bulletin de la Société historique et scientifique des Deux-Sèvres, t. XX, no 1109,‎ 1987.
- Françoise Bertrand-Py, « Argenton et l'œuvre de G. Chérau », in: Argenton et son histoire, n° 5, 1988, Cercle d'histoire d'Argenton, Argenton-sur-Creuse.
- Madeleine Naud, « Sur les pas de Gaston Chérau », in: Argenton et son histoire, n° 9, 1992, Cercle d'histoire d'Argenton, Argenton-sur-Creuse.